# Milan Puskar Stadium
Le  Milan Puskar Stadium est un stade de football américain inauguré en 1980 et situé aux États-Unis à Morgantown en Virginie-Occidentale sur le campus de l'université de Virginie-Occidentale.
Son nom fait référence à Milan Puskar (en), un habitant de Morgantown, fondateur de la Mylan Pharmaceuticals, Inc. qui fit un don de 20 millions de dollars à l'université en 2004.
Sa pelouse artificielle porte le nom Mountaineer Field (en) en référence à l'ancien stade de la ville érigé sur un autre site en 1934 et détruit en 1987.
Depuis la saison 1980, le stade accueille les matchs à domicile de football américain des Mountaineers de la Virginie-Occidentale évoluant dans la NCAA Division I FBS au sein de la conférence Big 12.
La conception du stade a été inspirée par le Jack Trice Stadium, ouvert quelques années plus tôt et propriéta de l'université d'État de l'Iowa.

## Événements
Outre les matchs de football américain des Mountaineers de la Virginie-Occidentale, le stade a également accueilli :
- Le 22 août 1998, match NFL de présaison entre les Steelers de Pittsburgh et les Falcons d'Atlanta[1] ;
- En 1968, match d'exhibition entre les Steelers de Pittsburg et la nouvelle franchise (à l'époque) des Bengals de Cincinnati de l'American Football League[2] ;
- Jusqu'en 2008, les matchs de rivalité annuels entre les lycées publiques Morgantown (en) et University (en).

Lors de l'inauguration du stade le 6 septembre 1980, la surprise a été totale pour les spectateurs lorsque le chanteur John Denver a atterri en hélicoptère sur la pelouse pour chanter son tube Take Me Home, Country Roads. Cette chanson a ensuite été jouée lors de chaque match à domicile des Mountaineers depuis 1972. Au cours des dernières années, lorsque l'équipe gagne, les joueurs reprennent la chanson avec les fans.
Le stade accueille également les spectacles des Drum Corps International (en) et Bands of America (en), ainsi quelques évènements organisés pour des fanfares lycéennes régionales.

## Galerie

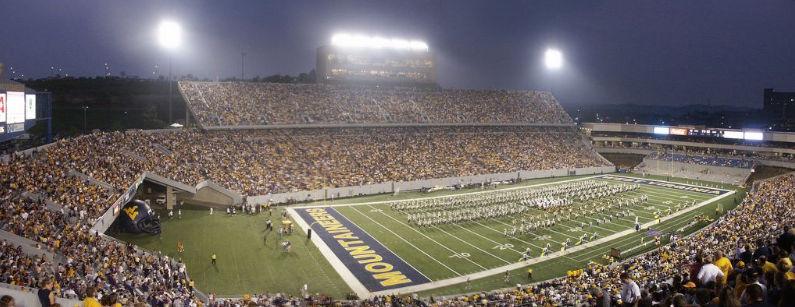
Match en décembre 2011
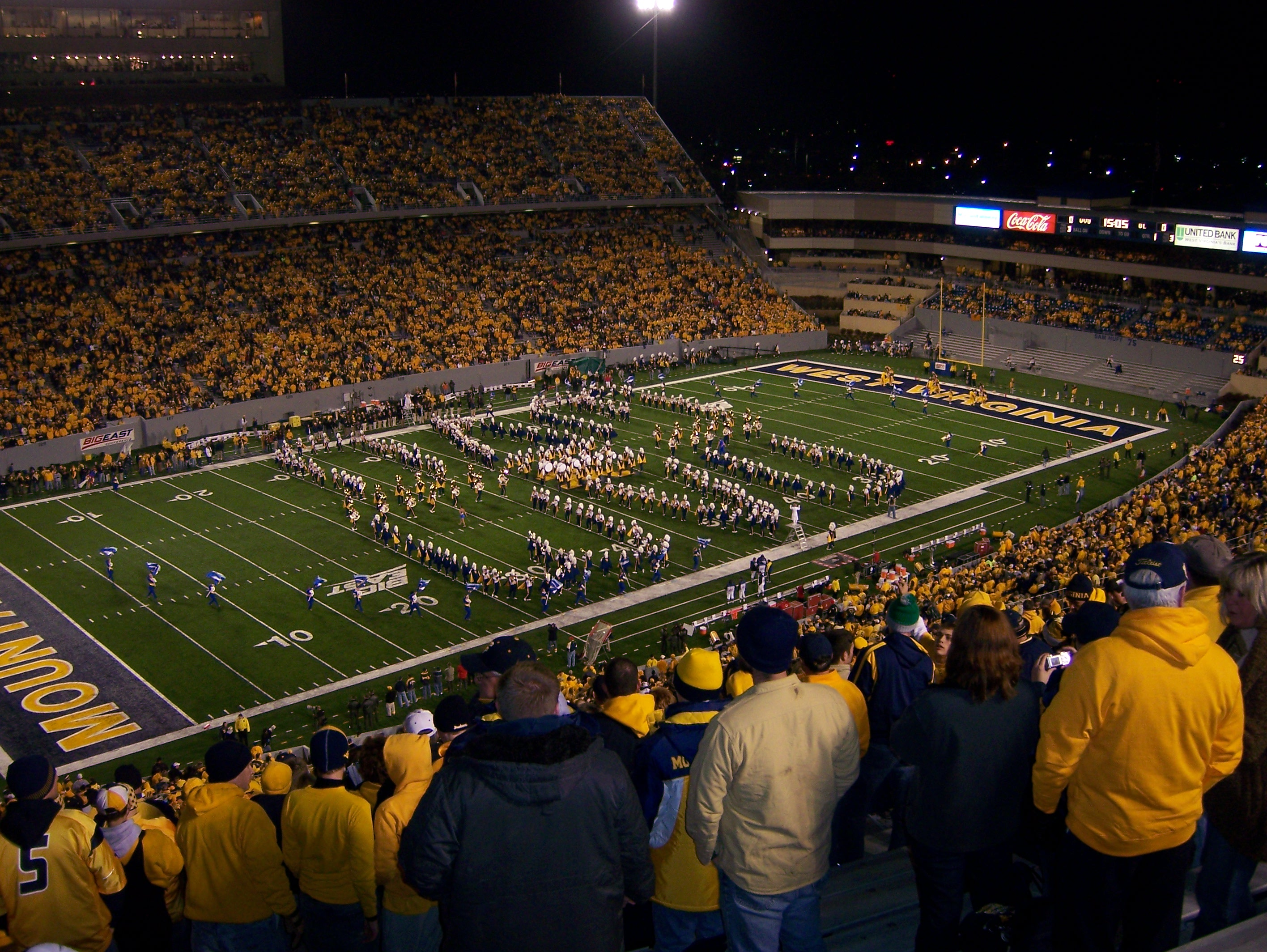
Premier match de la saison 2006 des Mountaineers, joué en nocturne.
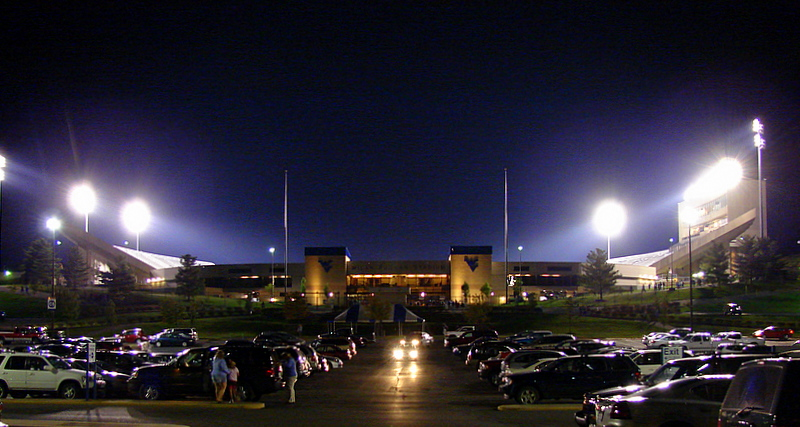
Façade lors d'un concours de fanfare en 2007.
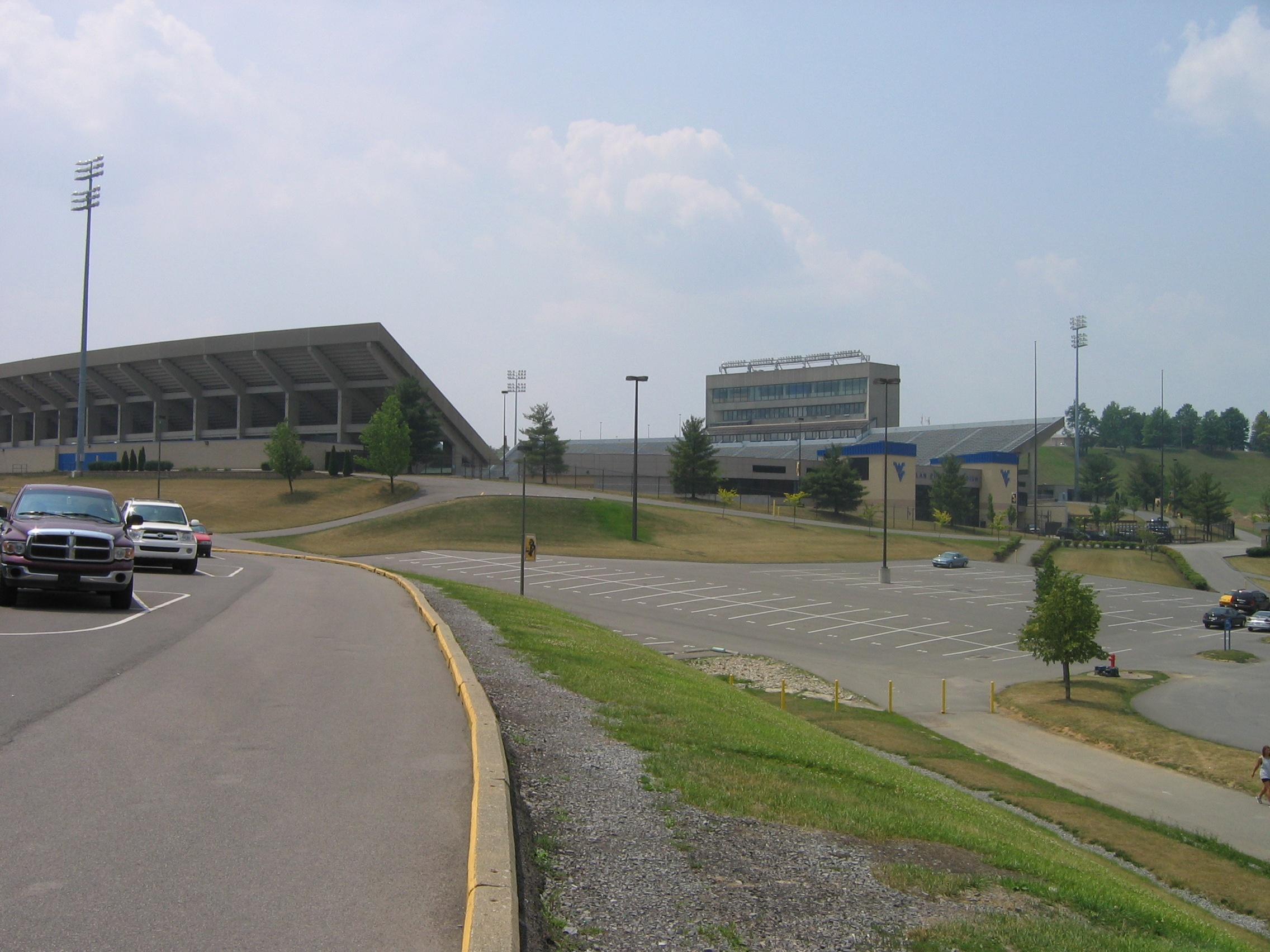
Vue extérieure du stade en 2007.
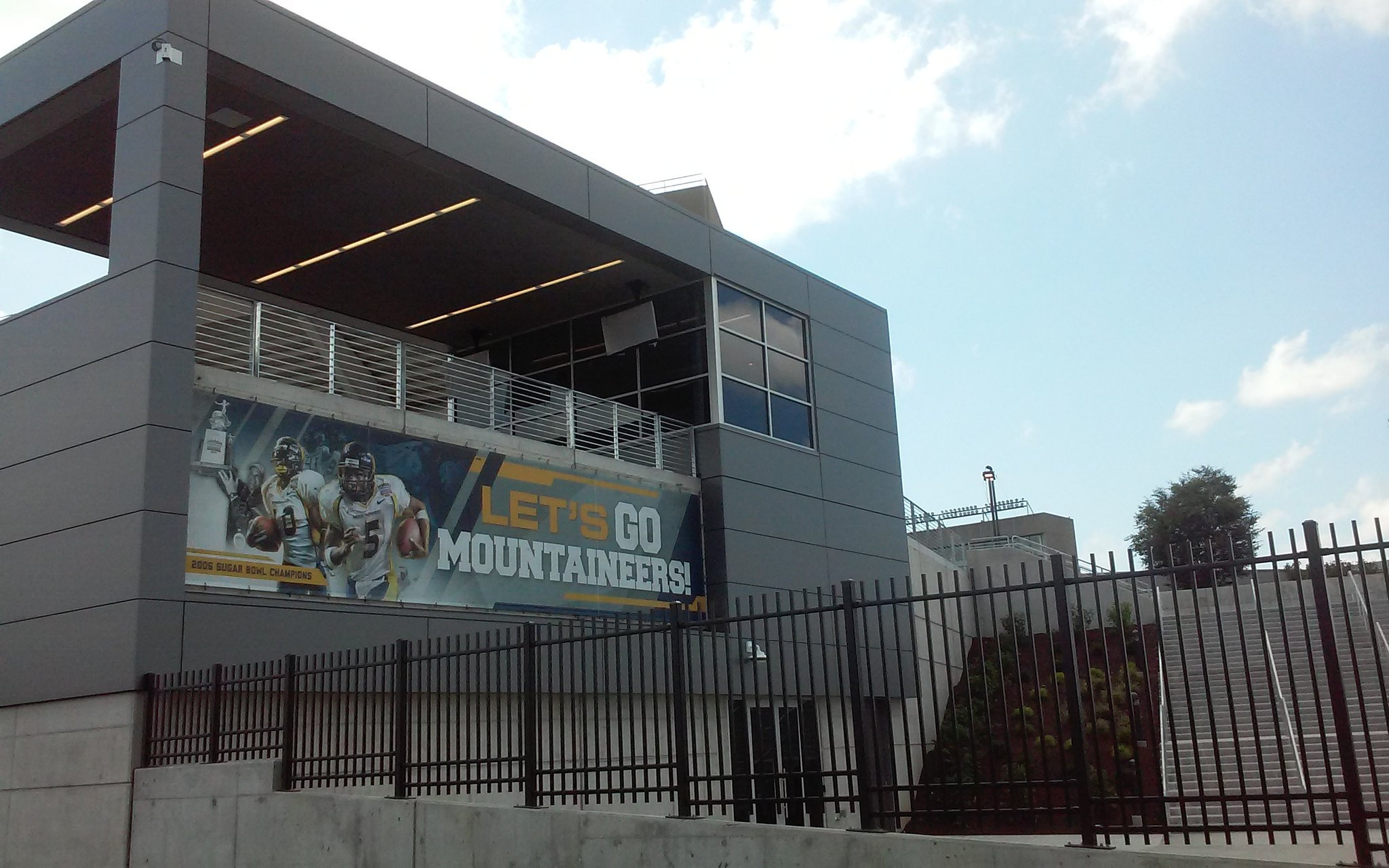
Vue 2017 de la porte nord-est avec nouvel ascenseur accessible aux PMR et zones couvertes.